# Amy Woodforde-Finden

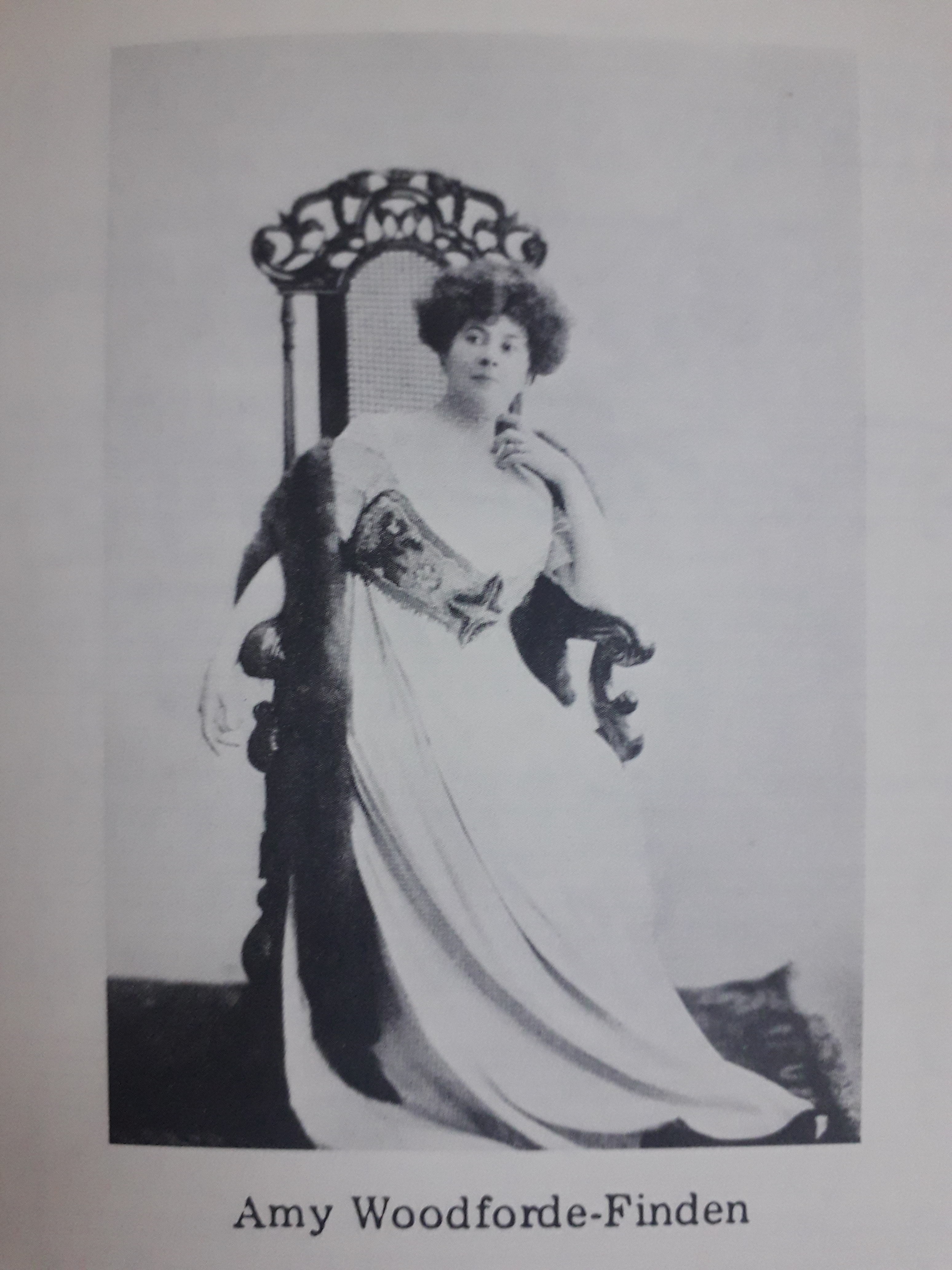
Amy Woodforde-Finden

Amy Woodforde-Finden (* 1860 in Valparaíso, Chile; † 13. März 1919 in London) war eine englische Komponistin, die meisten bekannt wurde durch ihre musikalischen Adaptionen der Four Indian Love Lyrics von Laurence Hope.

## Leben
Amy Woodforde-Finden wurde als Amy Ward 1860 in Valparaíso, Chile, als Tochter eines amerikanischen Offiziers, der dort als Britischer Konsul amtierte, und einer britischen Mutter geboren. Sie war eines von neun Kindern, sodass ihre Mutter nach der Ermordung ihres Mannes mit der Familie nach London übersiedelte. Zu dieser Zeit entwickelte Amy ein Geschick für die Komposition und studierte bei Carl Schloesser und Amy Horrocks. Ihre frühen Werke, die sie noch unter ihrem Geburtsnamen als Amy Ward veröffentlichte, waren vielversprechend.
Mit 34 Jahren heiratete sie Lieutenant-Colonel Woodforde Woodforde-Finden, einen späteren Brigadier und Generalstabsarzt der British Indian Army. Beide lebten in Indien für einige Jahre. In dieser Zeit schrieb und veröffentlichte sie ihre bekanntesten Stücke: The Lover in Damascus und Kashmiri Song. Das Letztgenannte hatte sie zwar bereits 1902 im Selbstverlag veröffentlicht, es wurde aber aufgrund seiner Popularität und dem Einfluss von Hamilton Earle von Boosey & Co. erneut herausgegeben. Der Bekanntheitsgrad beider Stücke hielten sie sowohl bei ihrem Verlag als auch im Herzen des Publikums in guter Erinnerung. Ihre Lieder waren bekannt für ihre Sentimentalität, ihren romantischen Fluss und ihre Fähigkeit, die Sensibilität der britischen Mittelklasse für asiatische Themen einzunehmen. In den späteren Jahren komponierte sie On Jhelum River, The Pagoda of Flowers und Stars of the Desert.
Im April 1916 verlor sie ihren Mann. Im gleichen Jahr erlebte sie die erstmalige Verwendung eines ihrer Stücke als Untermalung eines Stummfilms: Less Than the Dust mit Mary Pickford. Kashmiri Song sollte erst 1943 in dem Tonfilm Hers To Hold verwendet werden.
Nach dem Tod ihres Mannes zog Amy Woodforde-Finden zurück nach London, wo sie bereits drei Jahre später verstarb. Angeblich ereilte sie der Tod beim Komponieren am Piano. Auf dem  Friedhof von Hampsthwaite in North Yorkshire befand sich ihr Grabdenkmal.
Die Verdienste Amy Woodforde-Findens lagen in ihrer musikalischen Brückenfunktion zwischen den Kulturen Indiens und des Vereinigten Königreichs, dessen breite Bevölkerung somit Motive der südasiatischen Musik kennenlernte.
Die St Thomas à Becket Kirche in Hampsthwaite veranstaltet jährlich ein Musikfestival zu ihrem Gedenken.